# Poljavnice
Poljavnice är ett samhälle i Bosnien och Hercegovina.   Det ligger i entiteten Republika Srpska, i den nordvästra delen av landet, 200 km nordväst om huvudstaden Sarajevo. Poljavnice ligger 191 meter över havet och antalet invånare är 1 355.
Terrängen runt Poljavnice är kuperad åt nordost, men åt sydväst är den platt. Närmaste större samhälle är Bosanski Novi, 3,7 km sydväst om Poljavnice. 
Omgivningarna runt Poljavnice är en mosaik av jordbruksmark och naturlig växtlighet. Runt Poljavnice är det ganska tätbefolkat, med 67 invånare per kvadratkilometer.